# HMS Venerable (R63)
Pour les autres navires du même nom, voir HMS Venerable et HNLMS Karel Doorman.
 (décembre 2023).
Si vous disposez d'ouvrages ou d'articles de référence ou si vous connaissez des sites web de qualité traitant du thème abordé ici, merci de compléter l'article en donnant les références utiles à sa vérifiabilité et en les liant à la section « Notes et références ».
Le HMS Venerable (numéro de coque R63) est un porte-avions de la classe Colossus. Construit pour la Royal Navy et mis en service en 1944, il a par la suite servi dans la Koninklijke Marine (marine néerlandaise) et l’Armada de la República Argentina.

## Histoire

### Royal Navy
Le HMS Venerable entre en service dans la Royal Navy le 27 novembre 1944. Il sert quelques mois durant la Seconde Guerre mondiale. Il est vendu en 1948 aux Pays-Bas.

### Koninklijke Marine

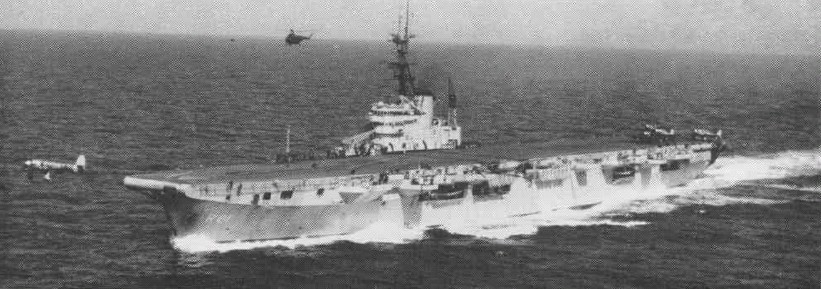
Le Karel Doorman (R81) lançant un Hawker Sea Fury en 1956.

Il entre en service le 2 juin 1948 comme le 2e HNLMS Karel Doorman dans la Koninklijke Marine des Pays-Bas.  Durant ses premières années de service, le bâtiment embarque 24 Fairey Firefly et Sea Fury destinés au close air support et à l’attaque en mer plus un Sea Otter de SAR, remplacé par un hélicoptère  Sikorsky S-51. De 1955 à 1958, le Karel Doorman est considérablement transformé (installation d'un pont oblique à 8°, remplacement de l’îlot d’origine par des superstructures inspirées de celles des croiseurs de classe De Ruyter, nouvel armement à base de dix canons Bofors 40L70 de 40 mm, nouveaux radars, etc). Les deux années suivantes, le groupe aéronaval 5 (Smaldeel V) opère en mer du Nord avec à son bord 14 bombardiers Avenger, dix chasseurs Sea Hawk et deux hélicoptères S-55. Le 30 mars 1960, le bâtiment est envoyé en Asie du Sud-Est pour « montrer les couleurs » durant la conquête par l'Indonésie de la Nouvelle-Guinée néerlandaise. En 1961, l’avionique est une nouvelle fois améliorée et la Smaldell V opère pour l’OTAN à partir d’Invergordon (Écosse) avec la Lutte anti-sous-marine pour mission principale. L’aviation embarquée est donc modifiée et comprend huit Grumman S-2 Tracker et six hélicoptères S-58, bien que l'on ait décidé son retrait du service en 1970, des avions de patrouille maritime ASM le remplaçant dans ce rôle. En 1968, le Karel Doorman est immobilisé par un incendie. Le coût des réparations est tel que le bâtiment est vendu à l’Argentine.

### Armada de la República Argentina

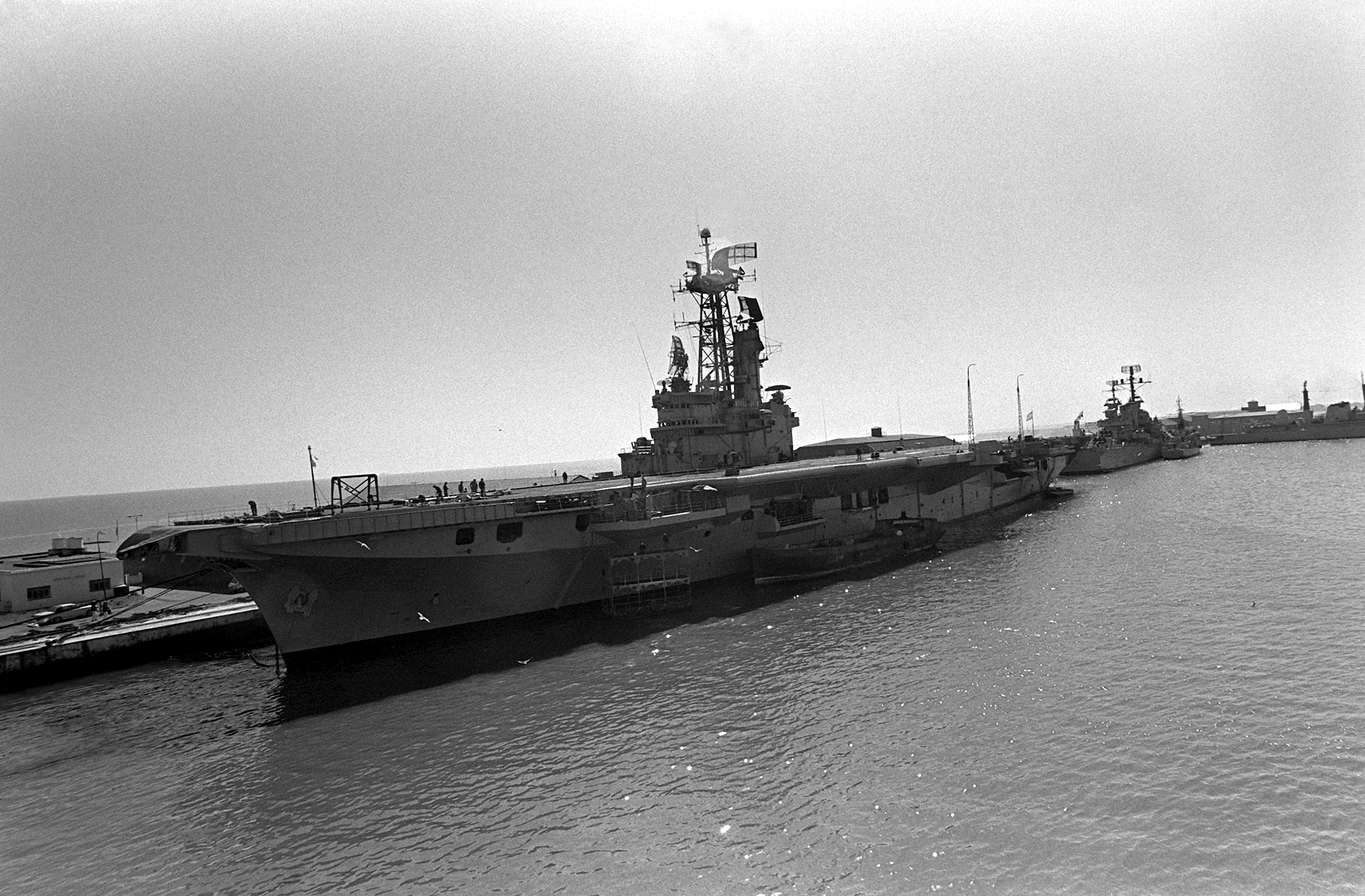
Le 25 de Mayo au port en date du 1 juin 1979 durant l'exercice Unitas XX avec l’US Navy

Il entre en service dans la marine argentine début 1969 sous le nom d'ARA Veinticinco de Mayo (V-2) (en français « 25 mai », jour de la fête nationale argentine), reprenant le nom du  croiseur ARA Veinticinco de Mayo (C-2). Son escadre aérienne comprend des A-4 Skyhawk mais il n'a pu déployer des Super-Etendard comme cela était prévu. 
En 1982, il prend part à la guerre des Malouines mais est rappelé au port à la suite du torpillage du croiseur ARA General Belgrano sans avoir pu être engagé au combat. Il est retiré du service en 1999.

### Fin de vie
Des pièces ont servi de rechange pour le porte-avions brésilien Minas Gerais. En 2000, il est vendu à un chantier de démolition à Alang en Inde.